# أوربان شامبيون
أوربان شامبيون (بالإنجليزية: Urban Champion)‏ ، هي لعبة فيديو إلكترونية من نوع قتال الشوارع، أنتجها شركة نينتندو اليابانية سنة 1984م.

## وصلات خارجية
- Urban Champion (Virtual Console) at Nintendo's website
- أوربان شامبيون على موبي غيمز

ب